# Martin Cedidla
Martin Cedidla (* 22. listopadu 2001) je český profesionální fotbalista, který hraje na pozici obránce za klub FK Jablonec.

## Klubová kariéra
Cedidla hrál za všechny mládežnické týmy FC Zlín. Svůj debut v české první lize za Zlín si odbyl 27. dubna 2019 ve věku 17 let při venkovní prohře 0:3 s Mladou Boleslaví. Od té doby hrál za Zlín pravidelně a ve svých 21 letech odehrál již přes 100 ligových zápasů.
Dne 18. srpna 2022 byl Cedidla disciplinární komisí LFA vyloučen na pět zápasů poté, co zranil Ewertona v zápase proti Slavii Praha.

## Reprezentační kariéra
Cedidla hrál za národní týmy Česka U18, U19, U20 a U21. Jeho šest vystoupení za tým Česka do 21 let zahrnovalo také jeden zápas na Mistrovství Evropy ve fotbale hráčů do 21 let 2023.